# 広島県道420号木頃井永線
広島県道420号木頃井永線（ひろしまけんどう420ごう きごろいながせん）は、広島県府中市を通る一般県道である。

## 概要
府中市上下町階見（しなみ）から府中市上下町井永に至る。

### 路線データ
- 起点：府中市上下町階見（広島県道27号吉舎油木線交点）
- 終点：府中市上下町井永（広島県道24号府中上下線交点）
- 総延長：4.78 km

## 歴史
- 1972年（昭和47年）
  - 3月21日 - 広島県告示第234号により広島県道201号木頃井永線として認定される。
  - 11月1日 - 広島県の県道番号再編により現行の路線名称に変更される。
- 2004年（平成16年）4月1日 - 府中市が甲奴郡上下町を編入したことに伴い全線が府中市域を通る路線になり、併せて起終点の地名表記が変更される。

## 地理

### 通過する自治体
- 府中市

### 交差する道路
| 交差する道路           | 交差する場所         | 交差する場所 |
| ---------------------- | -------------------- | ------------ |
| 広島県道27号吉舎油木線 | 上下町階見（しなみ） | 起点         |
| 広島県道24号府中上下線 | 上下町井永           | 終点         |

### 沿線
- 矢多田川